# 新潟日本紅十字會爆炸未遂事件
新潟日本紅十字會爆炸未遂事件（日语：／），又稱阻止北韓歸還隊的間諜事件（：／），是在1959年12月4日，由韓國駐日本大使館三等書記官金永焕，策畫在日本新潟縣暗殺、爆破的恐怖襲擊未遂事件。

## 事件背景
韓戰陷入膠著狀態後，在1951年7月開進行停戰談判，時任韓國總統李承晚在1952年2月公布了國界線，扣留進入獨島與東海海域的日本船隻與船員，並在當時發生韓國海軍屠殺日本平民的第一大邦丸事件。
在第一大邦丸事件發生後，依然還有許多日本人遭韓國政府扣留，而韓國政府在當時因為戰爭緣故，國土處於荒置狀態，同時國內經濟衰退，成為當時世界最貧窮國家之一。當時韓國的內政亦出現問題，爆發濟州四·三事件，造成更多的韓國人逃亡至日本。

### 朝鮮半島南北政權的角力
另一方面，朝鮮民主主義人民共和國與在日朝鮮人成立的旅日朝鮮人總聯合會開始建立緊密的關係，在共產主義國家的幫助下，朝鮮政府不僅進行了戰後修復工作 ，亦開始向在日本的朝鮮學校提供資金援助。
韓國政府對朝鮮政府援助朝鮮學校的行為表示抗議，但在韓國政府收到在日本大韓民國民團要求金援的抗議後，韓國政府亦開始啟動資助，但其資助的金額僅有朝鮮的十分之一，使得大多數來自韓國的在日朝鮮人，不願支持韓國政府，轉而加入旅日朝鮮人總聯合會。

### 阻止北韓歸還隊的情報員組成
逐漸有危機感的韓國政府，透過吸收韓戰後向韓國政府提出從軍的在日朝鮮人，使其成為在日義勇軍，請求他們對日本政府滲透，以成為阻止北韓歸還隊的情報員。韓國政府在妨礙相關工作的編組中，共計有41名在日義勇軍、韓國軍隊的預備軍官及24名韓國警察考試的合格者，而韓國政府在日本國內亦有組織情報員進行相關妨礙工作。
1959年9月，韓國政府在首爾市江北區針對情報員進行「破壞班」、「說服班」和「基本綁架班」的培訓，隨後在該年12月上旬，在庆尚北道庆州市甘浦邑伪装成船员登上贸易船，後陸續在日本北九州市沿岸登陸，並在與新潟縣相鄰的富山縣建立妨礙工作的工作基地。阻止北韓歸還隊主要被吩咐的工作包含「暗殺在日朝鮮人歸國運動的日本方面工作人員」、「破壞日本紅十字會」及「摧毀通往新潟港的鐵路」。

## 事件經過
日本警視廳外事課在1959年12月4日，於新泻县新发田市内的酒吧尋獲正在密談的2位情報員，並尋獲三綑炸藥，每捆炸藥共裝著四根雷管，隨後遭日本警察以攜帶爆裂物的現行犯進行逮捕。此外，日本警方亦在新潟站發現四桶分別裝著一公升的汽油，情報員正企圖炸毀日本紅十字會。
此次事件被起底是由韓國駐日本大使館三等書記官金永煥與前往日本的韓國特務機關幹部所策劃的事件，被逮捕的情報員分別是已取得日本國籍的在日韓國人與韓戰後被韓國政府吸收的在日義勇兵。其中，已取得日本國籍的在日韓國人在此次事件發生前，便曾冒充新聞記者試圖強闖日本紅十字會而遭到制止，而在此次事件發生後，日本警察揭露所有韓國在日本的情報員身分，此次事件帶給日本社會巨大衝擊，並使得日韓關係與民間對在日本大韓民國民團的關係降到冰點。

## 事件後的情報員工作
1959年12月7日，一艘載著情報員從釜山港往神戶港的船，在關門海峽被日本海上保安官發現，強制遣返回韓國。而在同年12月12日，再有一艘載著韓國情報員的船，從巨济岛出发，在經過日本山口縣下關市近海時，遭暴風襲擊翻覆，造成12人死亡，翌日再有一艘載著韓國情報員的船，從巨济岛出发並成功在广岛县吳市登陸。同年下旬，一名韓戰後被韓國政府吸收的在日義勇兵，帶著8名男人投靠在居住大阪府的男性友人家中，平日工作即為透過收音機接收韓國政府的数字电台的暗號進行情報工作。
自1960年四·一九運動爆發後，時任韓國總統李承晚被迫下野，造成韓國政府在對日情報工作的支援日益減少，而日本政府在同年5月3日在山口县下關市彦岛地區江之浦的栈桥，發現24名準備乘坐鲜鱼运输船非法離境回韓國的情報員，經調查後發現其分別從神户、长崎、下关附近秘密入境。一周後，日本警視廳外事課依照違反出入境相關規定，起訴24名韓國情報員，經過調查，該24名是由李承晚所屬的青瓦台出身，是韓國阻止北韓歸還隊的隊員，主要負責破坏日本紅十字會、船舶及列车的任务。

## 後續反應

### 日本
众议院法務委員會的日本社会党議員猪俣浩三明確表示，在事件發生前就已經接收到新潟日本紅十字會爆炸的計畫和相關情報員秘密入境日本的情報。南韓駐日本大使館三等書記官金永煥准备韓國銀行的800万日元支票，透過韩国人于12月4日下午2点半在韩国料理店向潜入日本的安斗熙一行人传达了情報，安斗熙一行人分別為张斗权、韩九、柳日熙、李周浩等韩国军队的特务情報员。值得注意的是，當時暗殺大韓民國臨時政府領導人金九的安斗熙化名為姜斗熙，透過美國空軍的立川飛行場進入日本。
而韓國阻止北韓歸還隊分為三個部分，分別為「計畫新潟日本紅十字會的爆炸」、「炸毀运输的列车」及前兩項未能達成則進行「綁架旅日朝鮮人總聯合會幹部和朝鲜民主主义人民共和国方面的送还负责人」的恐怖行動，猪俣浩三質疑韓國政府：「日本政府將想回北韓的朝鮮人送回去要被受到反對？」
2011年4月30日，朝鲜日报报道猪俣浩三在日本国会上作证的韩国恐怖行動是事实。

### 韓國
時任韓國駐日大使柳泰夏在1959年12月8日的採訪當中，否認其與此事有所關聯。2009年5月19日，韓國政府為相關情報工作中死亡的情報員，定調是「在日僑胞北送阻止国家任务执行殉职者」，並將相關死者安葬於國立首爾顯忠院。韓國國會則在2011年4月29日的會議上，正式通過「在日僑胞北送阻止国家任务执行殉职者的補償方案」，殉職者及其後代可获得104亿韩元的慰劳金。

### 節目專題報導
- 2002年韓國SBS電視台的「新闻追踪——被遗忘的秘密情報員——阻止北韓歸還隊71名成員」[32]。
- 2009年9月26日日本TBS電視台的「闇之部隊『北送阻止隊』」特務採訪報導[33]。

## 引用讀本
- 金賛汀. . 岩波書店. 2007. ISBN 4000230182.
- 『讀賣新聞』1959年12月5日 「北朝鮮帰還 阻止計画の背後追及 爆薬持った工作員抑留の二人家宅捜索」
- 『朝日新聞』1959年12月5日夕刊 「日赤センター爆破図る？ 韓国人ら二人を逮捕」
- 『毎日新聞』1959年12月5日 「韓国が「特務工作隊」 警察庁、帰還列車などに厳戒体制」
- 『毎日新聞』1960年5月12日夕刊 「韓国テロ団ら逮捕 "帰還"妨害はかり密入国」